# Xylosciara sensillata
Xylosciara sensillata är en tvåvingeart som beskrevs av Hans-Georg Rudzinski 2005. Xylosciara sensillata ingår i släktet Xylosciara och familjen sorgmyggor.
Artens utbredningsområde är Taiwan. Inga underarter finns listade i Catalogue of Life.